# Puurveense molen
De Puurveense molen is op 14 februari 1964 afgebrand. Het was een houten achtkantige stellingkorenmolen, die in 1857 werd gebouwd ter vervanging van de uit 1568 stammende omgewaaide standerdmolen. In 1955/1956 werd de molen nog gerestaureerd door molenmaker A. de Roos uit de omgeving van Leeuwarden. De molen stond aan de Essenerweg 46 in Kootwijkerbroek. De molen had op de buitenroede aangepaste Bilauwieken en op de binnenroede Van Busselneus met een oudhollandshekwerk.
In 1989 werd de Stichting Puurveense Molen opgericht met als doel de molen te herbouwen en te exploiteren. Door de provincie Gelderland is er in 2014 een subsidie van bijna een half miljoen verleend voor de herbouw. De molen is herbouwd op een stuk bouwland op de hoek van de Puurveenseweg en de Walhuisweg met het achtkant en de kap van de uit 1880 stammende molen De Vrees uit Winterswijk, die in 1992 door vrijwilligers uit Kootwijkerbroek in Winterswijk in twee dagen (vrijdag en zaterdag) werd gedemonteerd. Deze molen werd aangekocht voor het symbolische bedrag van één gulden.
Op zaterdag 26 juli 2015 is door de stichting de restauratie officieel gestart. De stichting heeft een Molenmagazine uitgegeven en dat huis aan huis verspreid in Kootwijkerbroek en bij bedrijven in Barneveld. Inwoners konden stenen voor de molen kopen en bedrijven konden onderdelen van de molen sponsoren.
De onderdelen van de molen zijn uit de container gehaald en gerestaureerd. De kap en het achtkant zijn gerestaureerd door molenmakersbedrijf Berkhof in Zwartebroek.
De toiletten zijn in de kelderruimte geïnstalleerd. Boven op de kelder staan drie verdiepingen met gemetselde muren. Op deze muren staat het gerestaureerde houten achtkant en de gerestaureerde kap van De Vrees. Van de ijzeren ramen zijn er twee afkomstig uit de afgebrande molen, de anderen zijn nieuw nagemaakt. Op 15 september 2015 is het achtkant opgezet. Een van de achtkantstijlen is aangescherfd met een deel van de lange spruit. Verder is het achtkant op enkele plaatsen polymeerchemisch hersteld. In oktober is het achtkant gedekt met riet. Op 13 november zijn het 21 ton zware achtkant en de 13 ton zware kap op de onderbouw geplaatst en is de koningsspil in de molen gehesen. Op 30 november is de staartbalk met de schoren er aan gehangen en op 1 december 2015 zijn de roeden gestoken. De roeden zijn gelast door constructiebedrijf H. van Ee. De binnenroede is 23,50 en de buitenroede 23,60 meter lang. De roeden zijn opgehekt met hout van de Siberische lariks. De koningsspil bleek te ver gespleten en is vervangen door een nieuwe.
De kap draait op een engels kruiwerk. Het kruien gebeurt met een rondgaande ketting en een kruilier. De vlaamse vang van populierenhout wordt bediend met een wipstok. De vangbalk scharniert in de ezel met een schuif.
De molen heeft twee maalkoppels met 16der, 140 cm doorsnede, blauwe stenen. De maalkuip, kaar en toebehoren zijn gemaakt van eikenhout. De stenen kunnen opengelegd worden met tussen de achtkantstijlen zittende windassen. Verder zit er in de molen een door het spoorwiel aangedreven 11/12,7 kW IE3 generator.
De plankenvloeren zijn van populierenhout, maar de kapzolder heeft eiken planken.
Op 4 december 2015 heeft de molen voor het eerst gedraaid.
Op 8 september 2016 is de molen officieel geopend door de burgemeester van Barneveld.
Op 15 april werd de molen stilgezet in verband met de problemen met deelbare roeden. Er is ervoor gekozen een gedeelte uit het midden te verwijderen en een tussenstuk in de roede te lassen. Op 4 december 2017 zijn de roeden weer teruggeplaatst.

## Fotogalerij

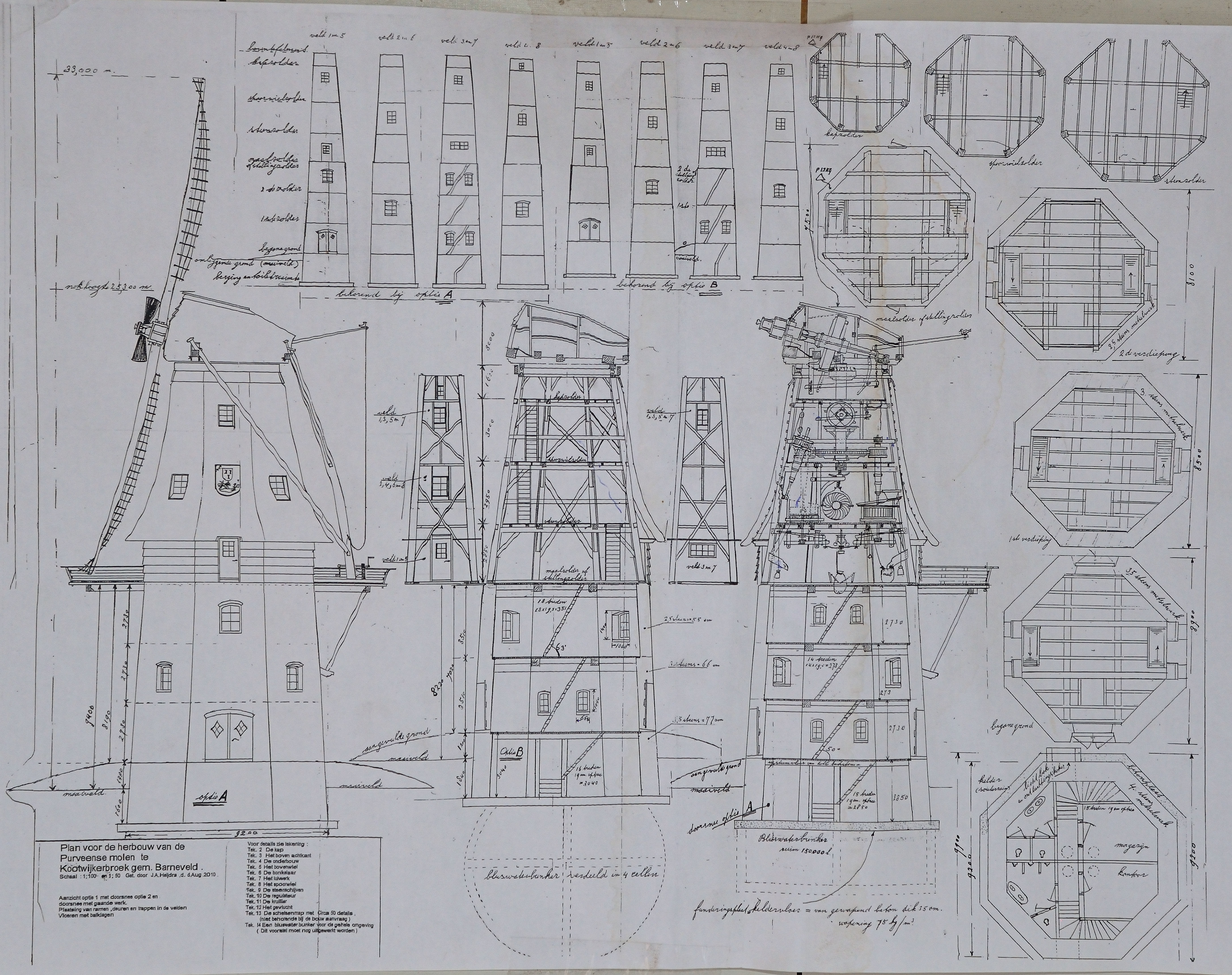
Bouwtekening
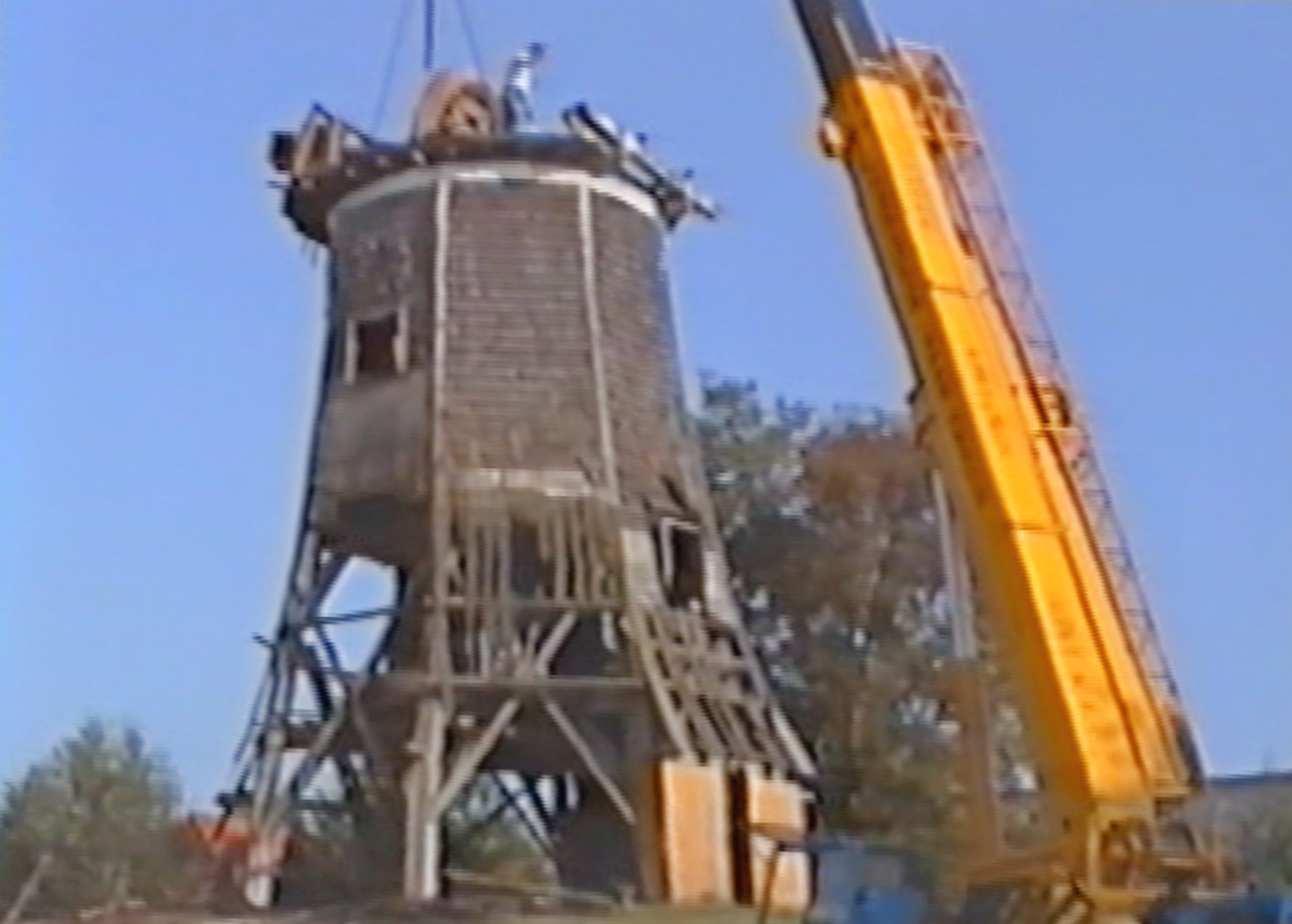
De Vrees in Winterswijk
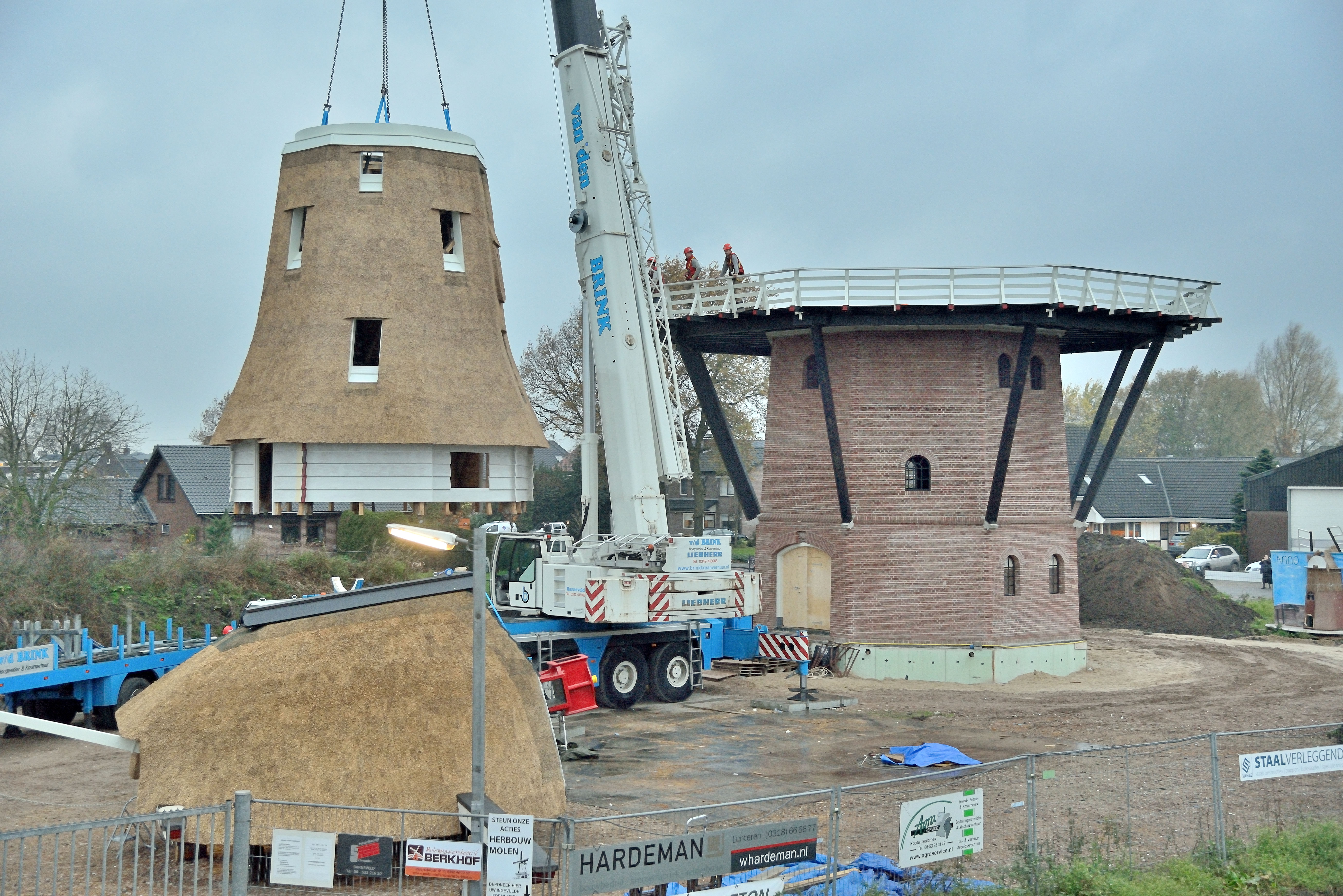
13 november 2015
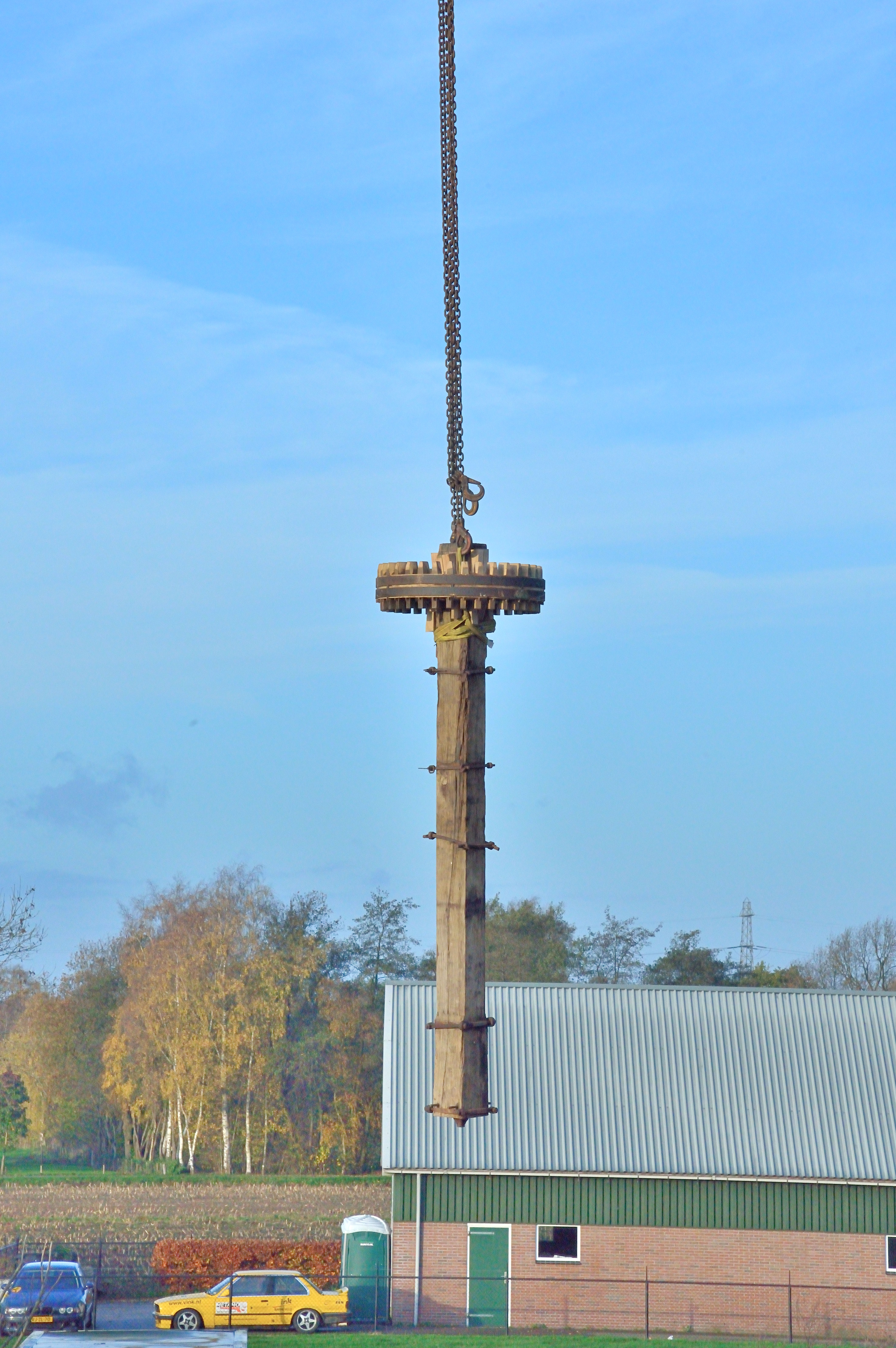
Koningsspil
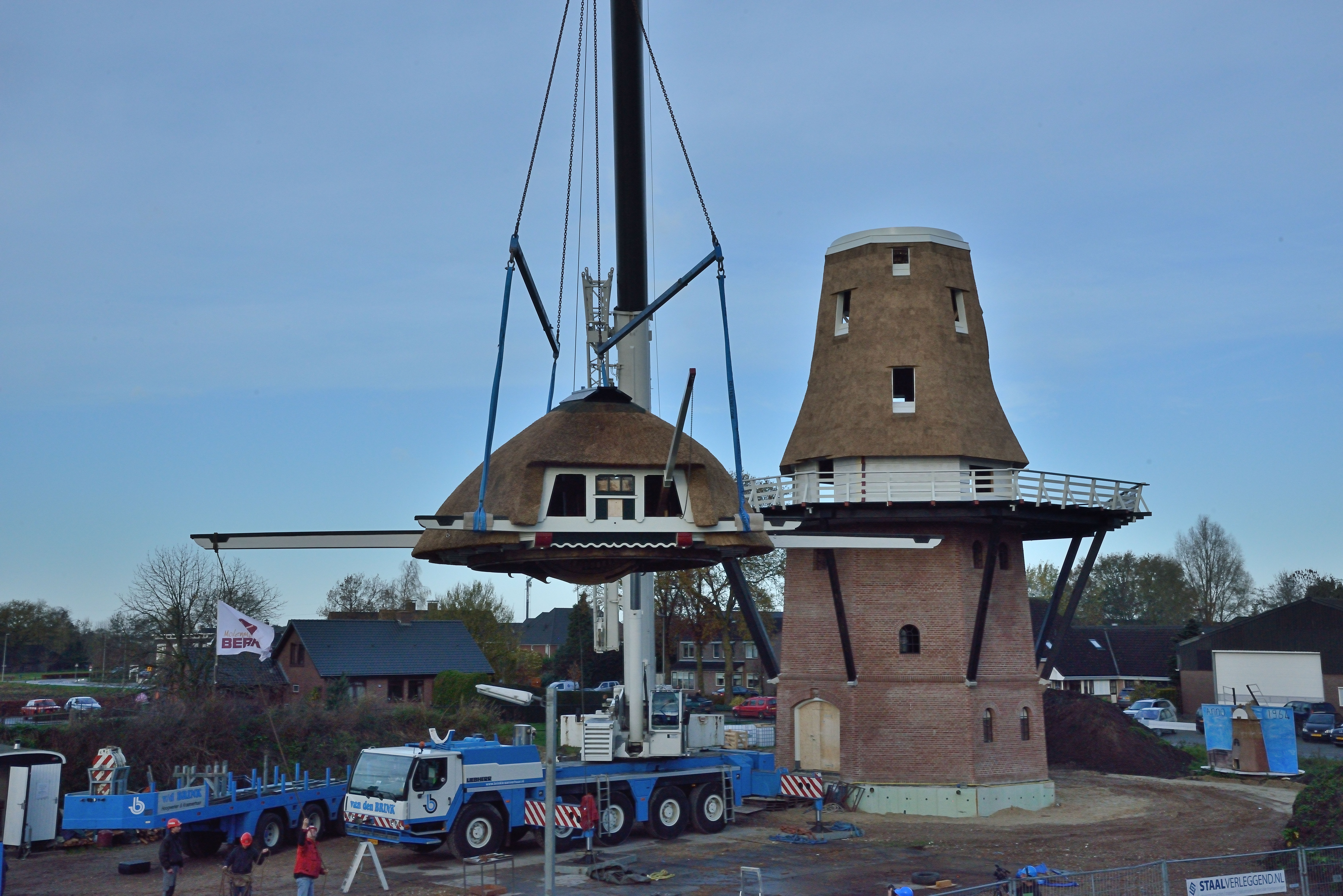
Kap
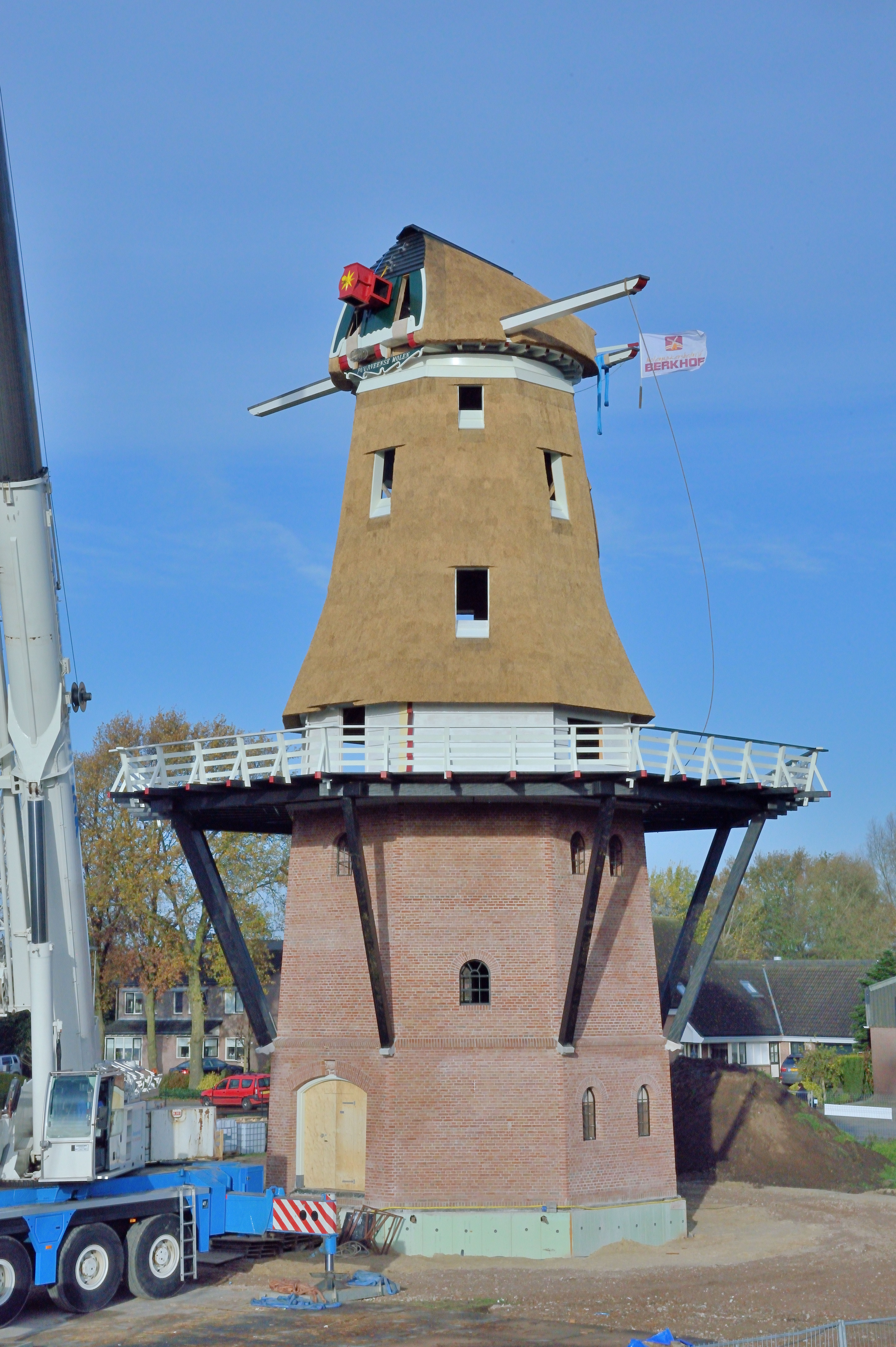
13 november 2015
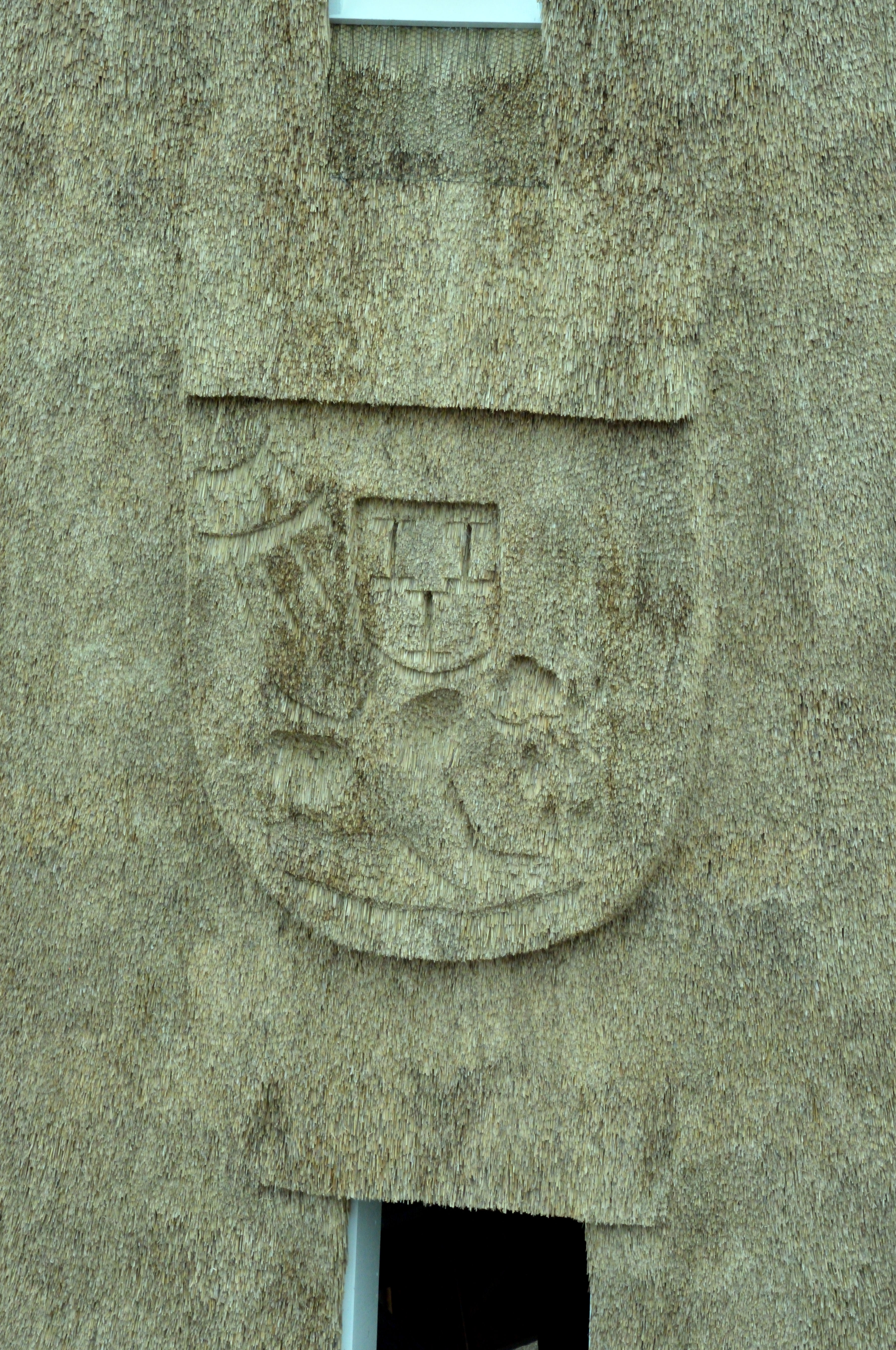
Wapen van Barneveld in achtkant
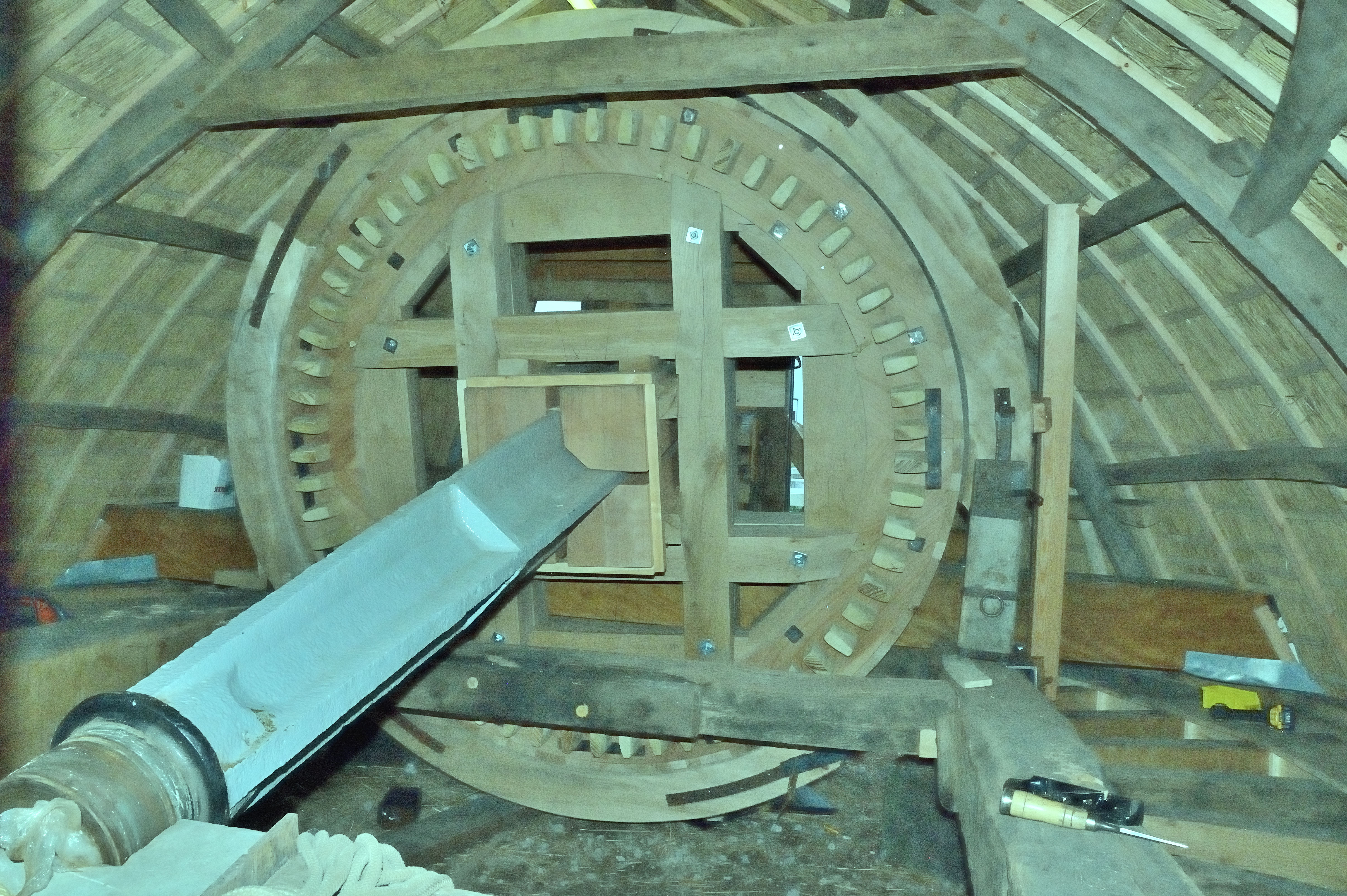
Bovenwiel
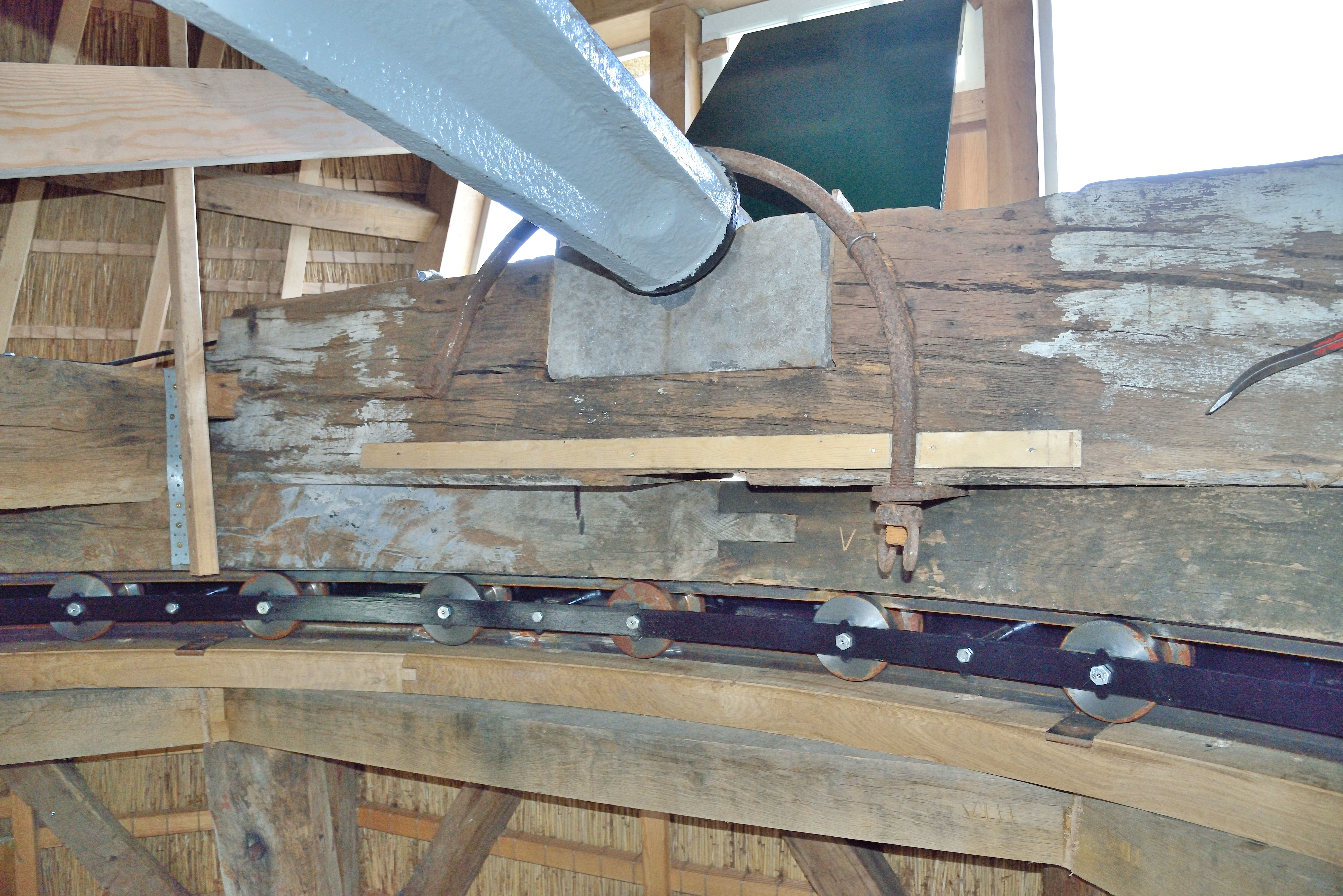
Engels kruiwerk
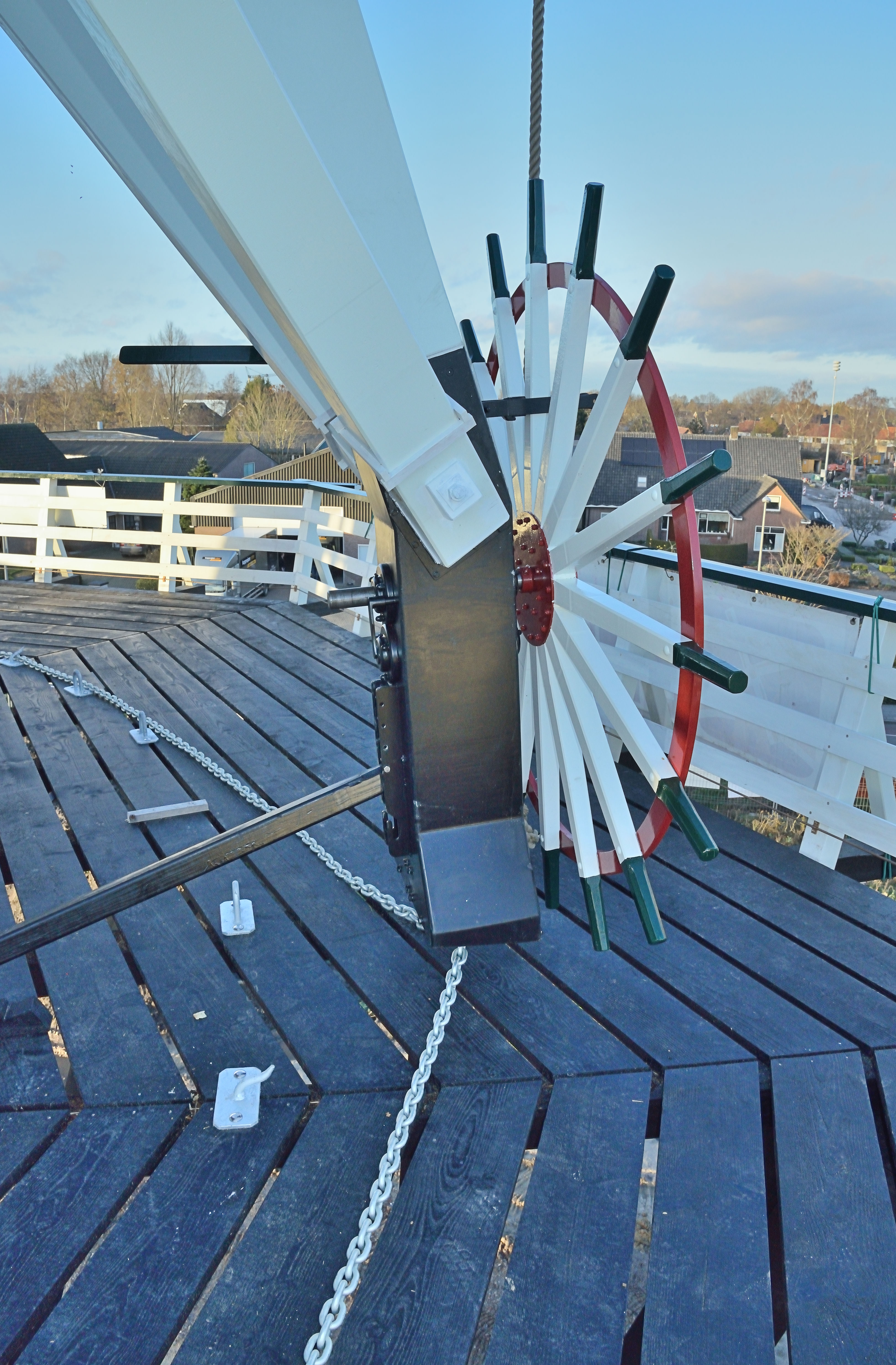
Kruilier met rondgaande ketting
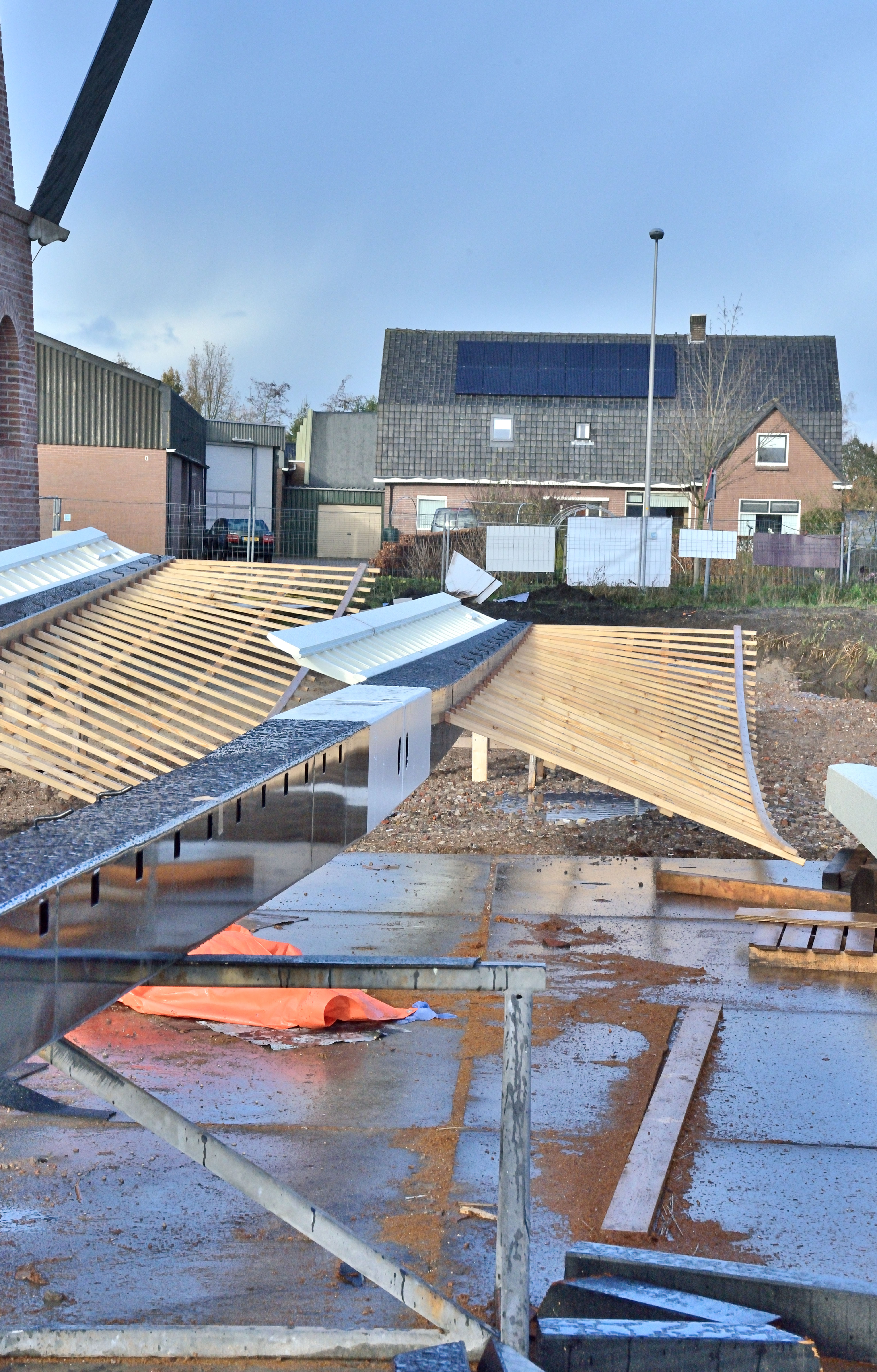
Wieken
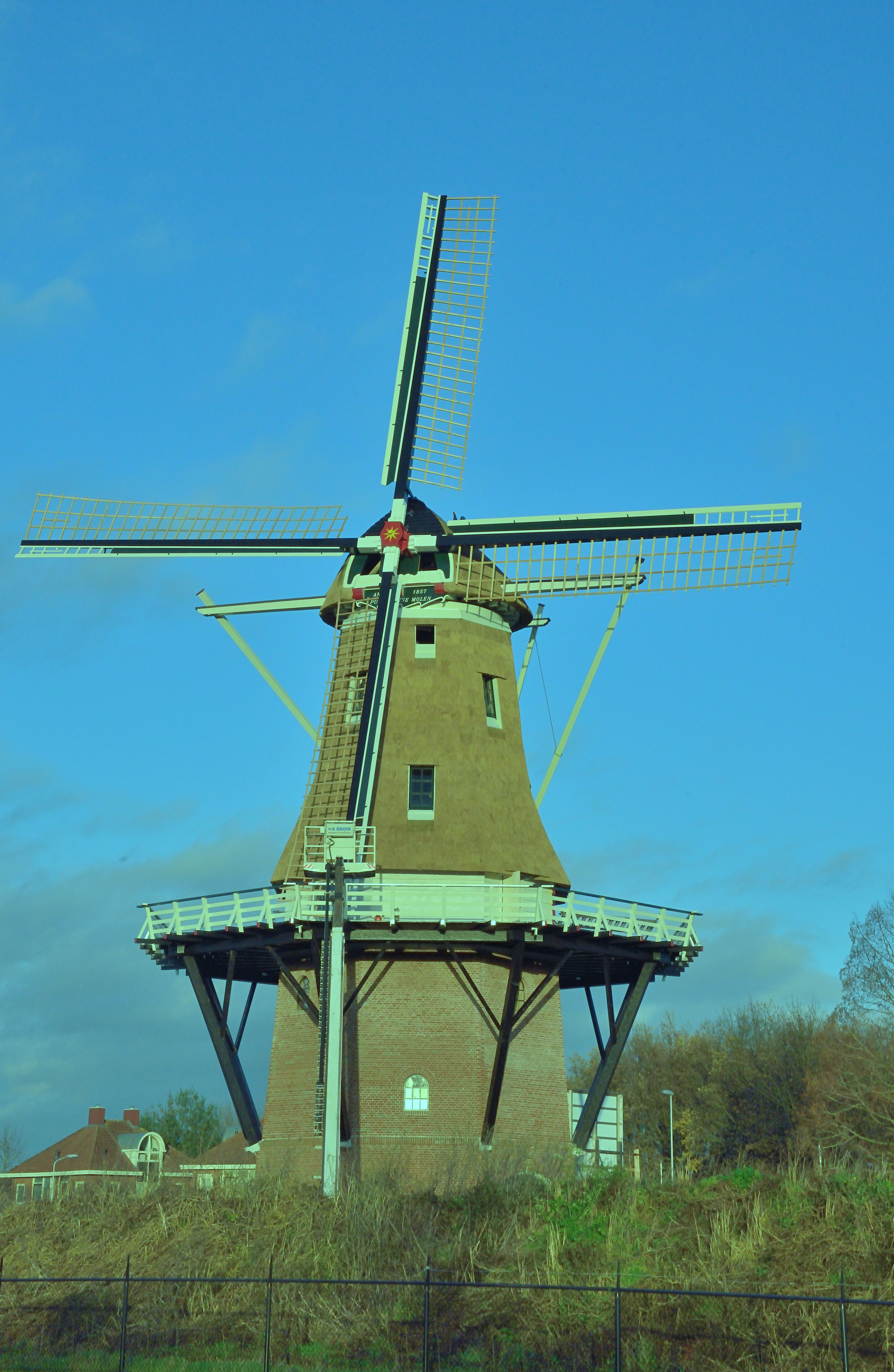
4 december 2015
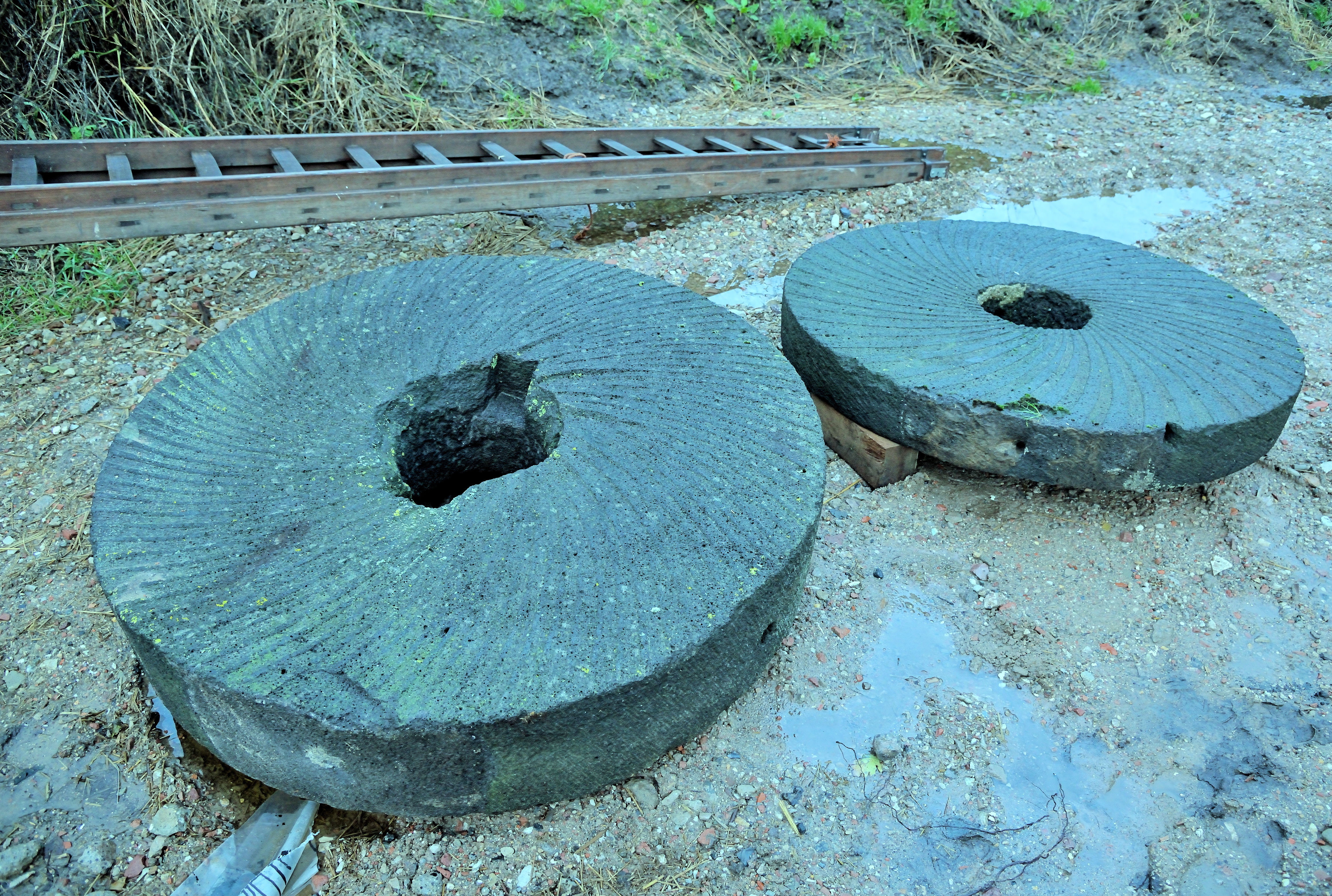
Blauwe maalstenen
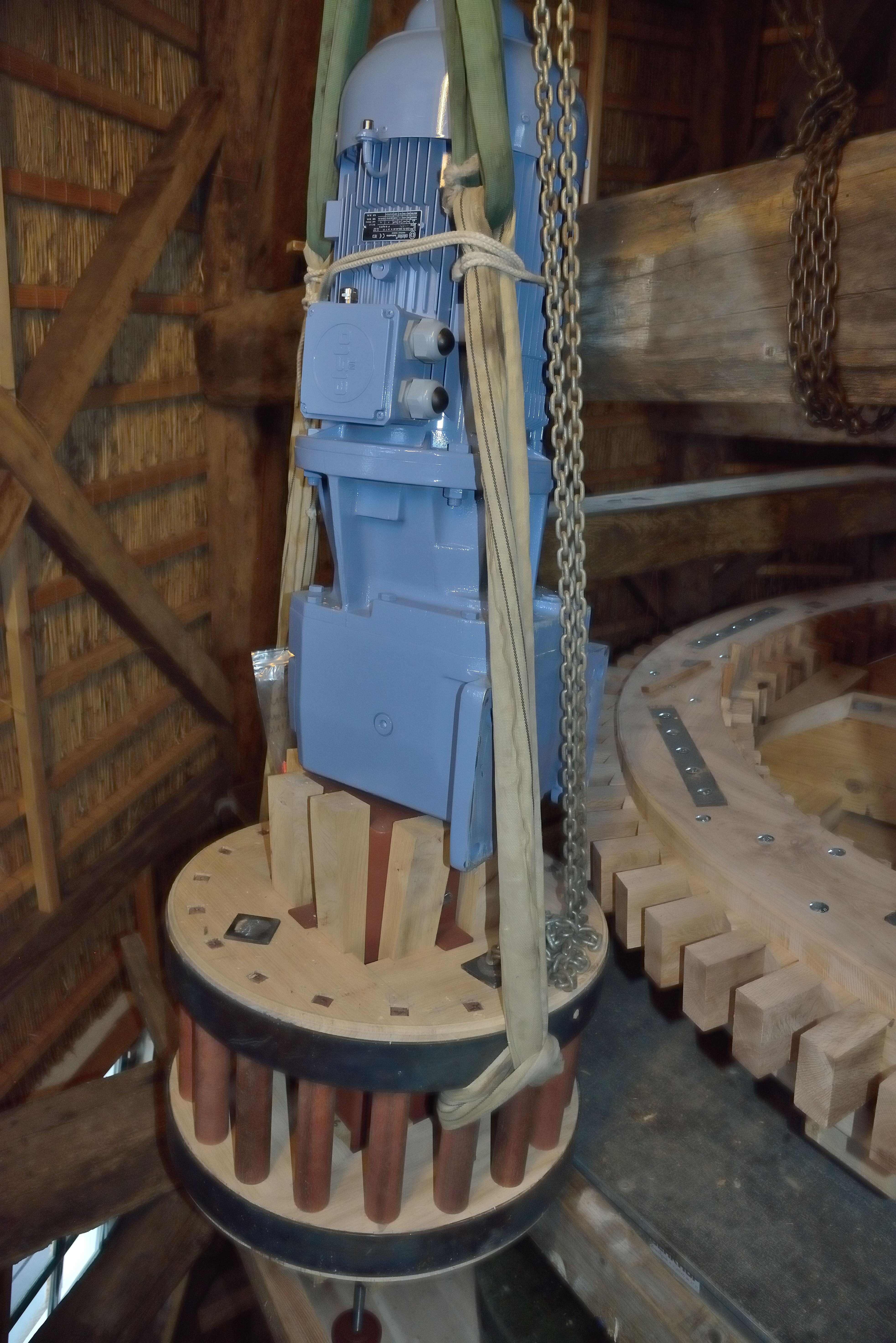
Generator
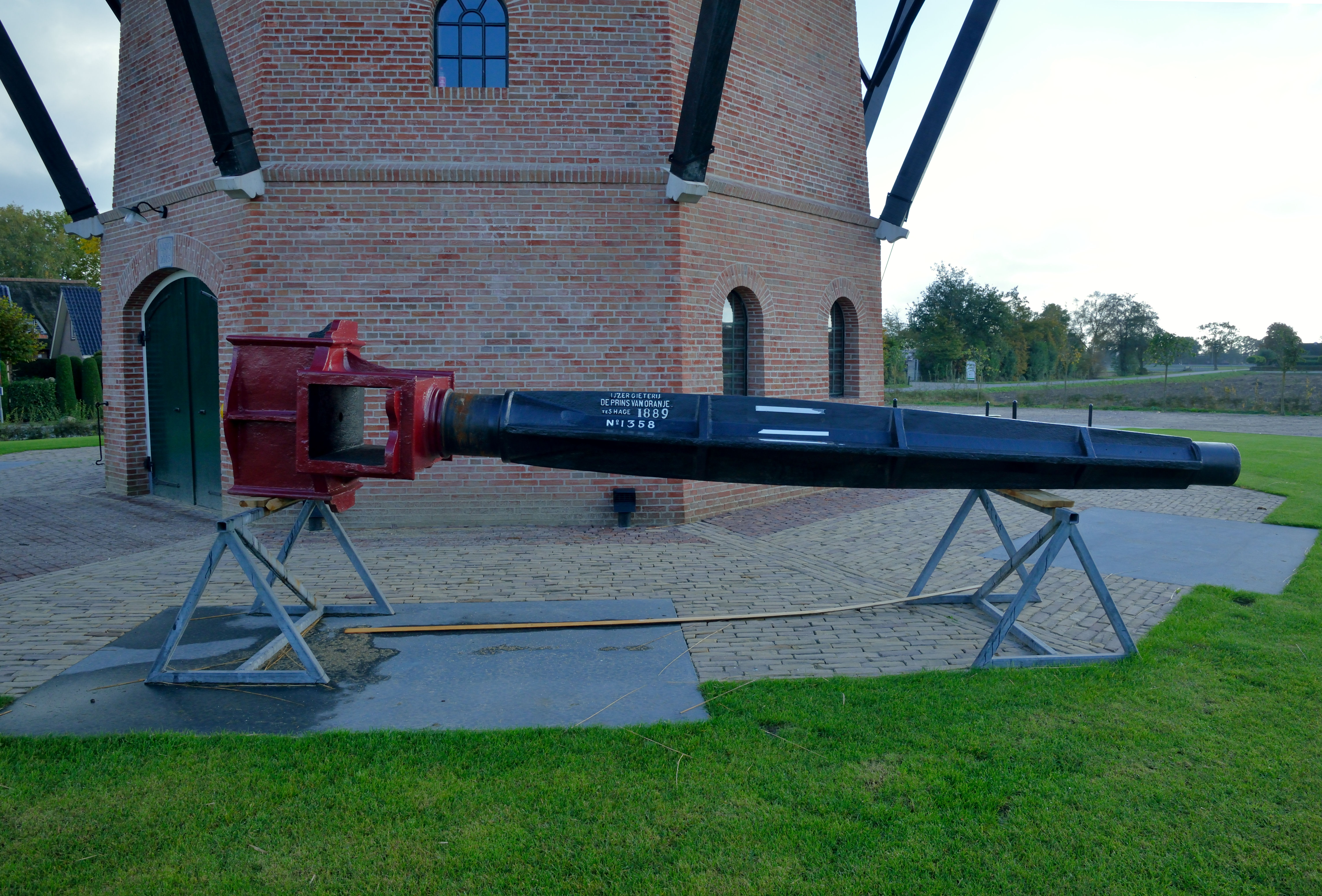
Bovenas uit verbrande molen
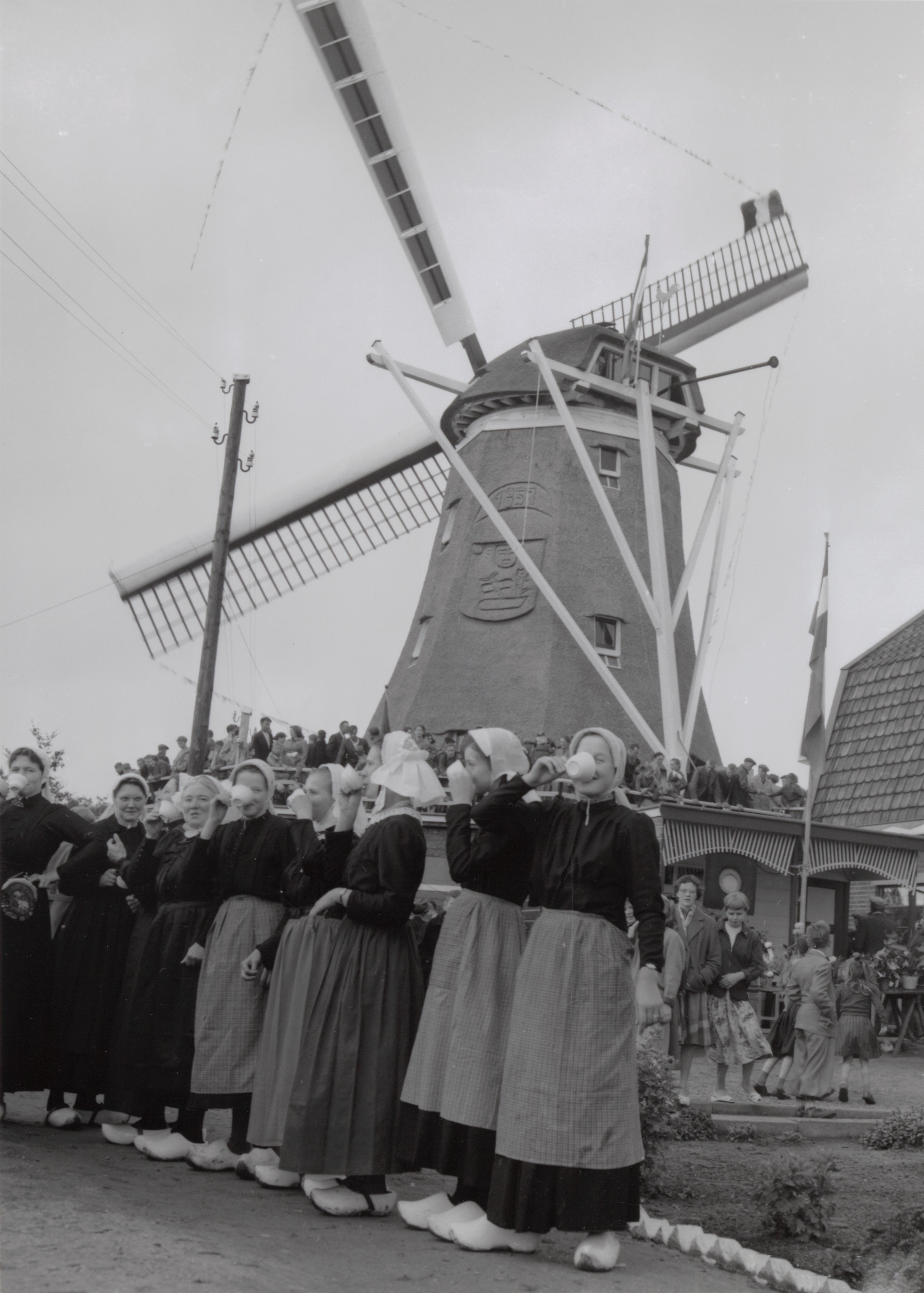
De oorspronkelijke molen in 1956